# Hamuliwka
Hamuliwka (ukr. Гамулівка, hist. pol. Gomolówka) – wieś na Ukrainie, w obwodzie winnickim, w rejonie mohylowskim, w hromadzie Babczynci, nad Buszanką. W 2001 roku liczyła 60 mieszkańców.
Nazwę swoją zawdzięcza pierwszemu właścicielowi Gomolińskiemu.